# Oleificio
L'oleificio è un'industria agraria nella quale si attua un processo di estrazione, con metodi di tipo meccanico, dell'olio contenuto nella polpa delle drupe di olive.

## Tipologia costruttiva

### Oleificio tradizionale

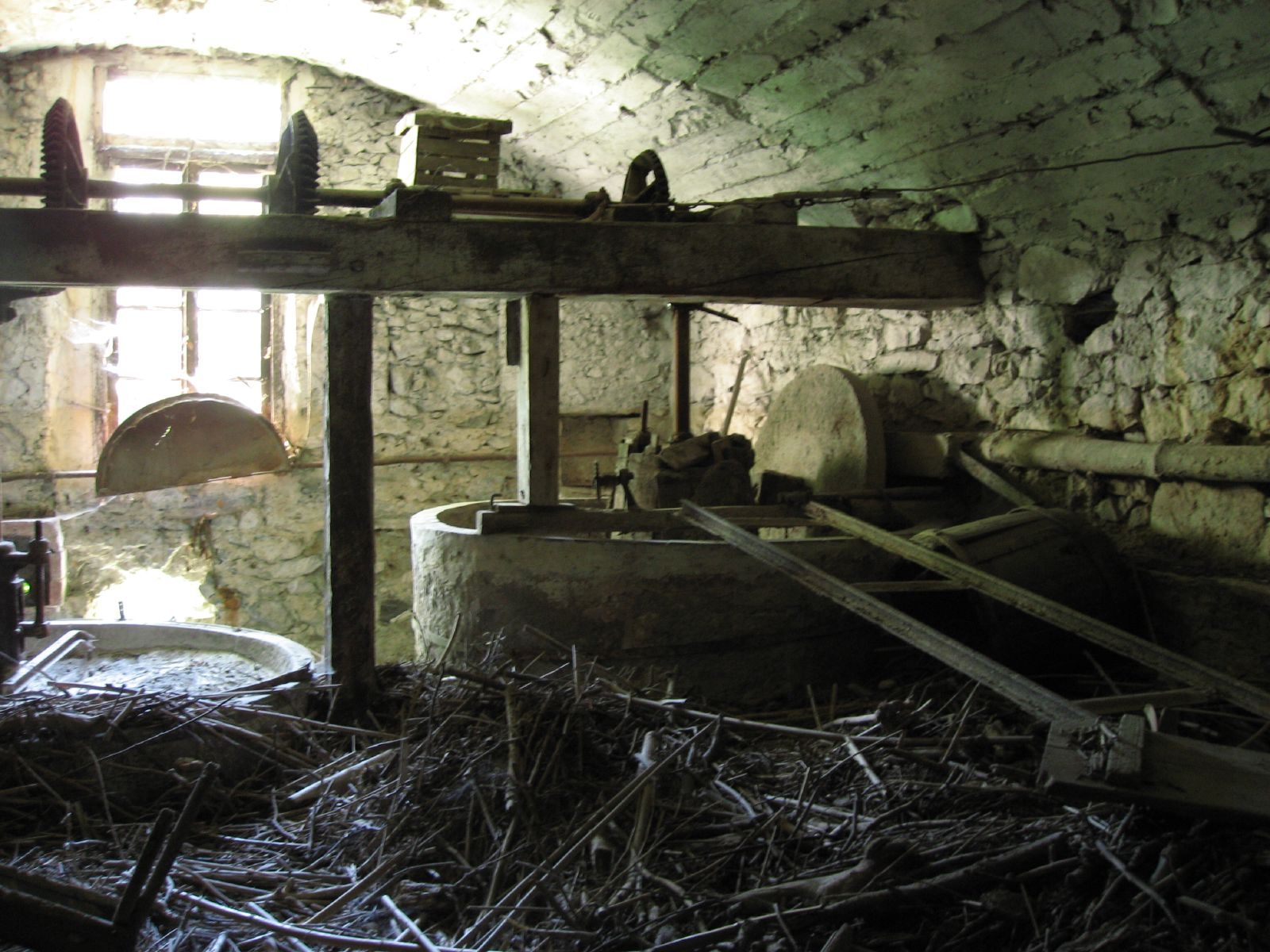
Frantoio tradizionale dismesso.

Il vecchio oleificio tradizionale era una costruzione generalmente sviluppata su tre livelli al fine di sfruttare la forza di gravità come motore della movimentazione del prodotto nel corso della lavorazione. I locali che componevano l'oleificio erano i seguenti:
- Olivaio. Era adibito al ricevimento della materia prima e alla sosta prima della lavorazione. In genere era dislocato in un livello superiore rispetto al frantoio in modo da consentire il carico della molazza facendo cadere le olive dall'alto.
- Frantoio. Era il locale in cui si svolgevano le fasi fondamentali del processo (molitura ed estrazione): in esso si ubicavano la molazza e la pressa. La prima richiedeva una considerevole superficie in quanto era azionata dal moto circolare di animale (l'asino o il cavallo). La pressa consisteva in una piattaforma mobile in modo che la pila dei fiscoli venisse compressa spingendola dal basso contro una trave del soffitto.
- Oliario. Era il locale in cui si stoccava l'olio per la chiarificazione (ottenuta per sedimentazione delle morchie) e per la conservazione. In genere era ubicato in un locale interrato o seminterrato.
- Inferno. Era un locale separato, generalmente dislocato nel livello inferiore, in cui si ubicavano le vasche di stoccaggio dell'acqua di vegetazione, da cui era possibile recuperare, per decantazione, una frazione di olio di cattiva qualità.
- Sansario. Era un altro locale in cui stoccavano le sanse in attesa di conferirle al sansificio.

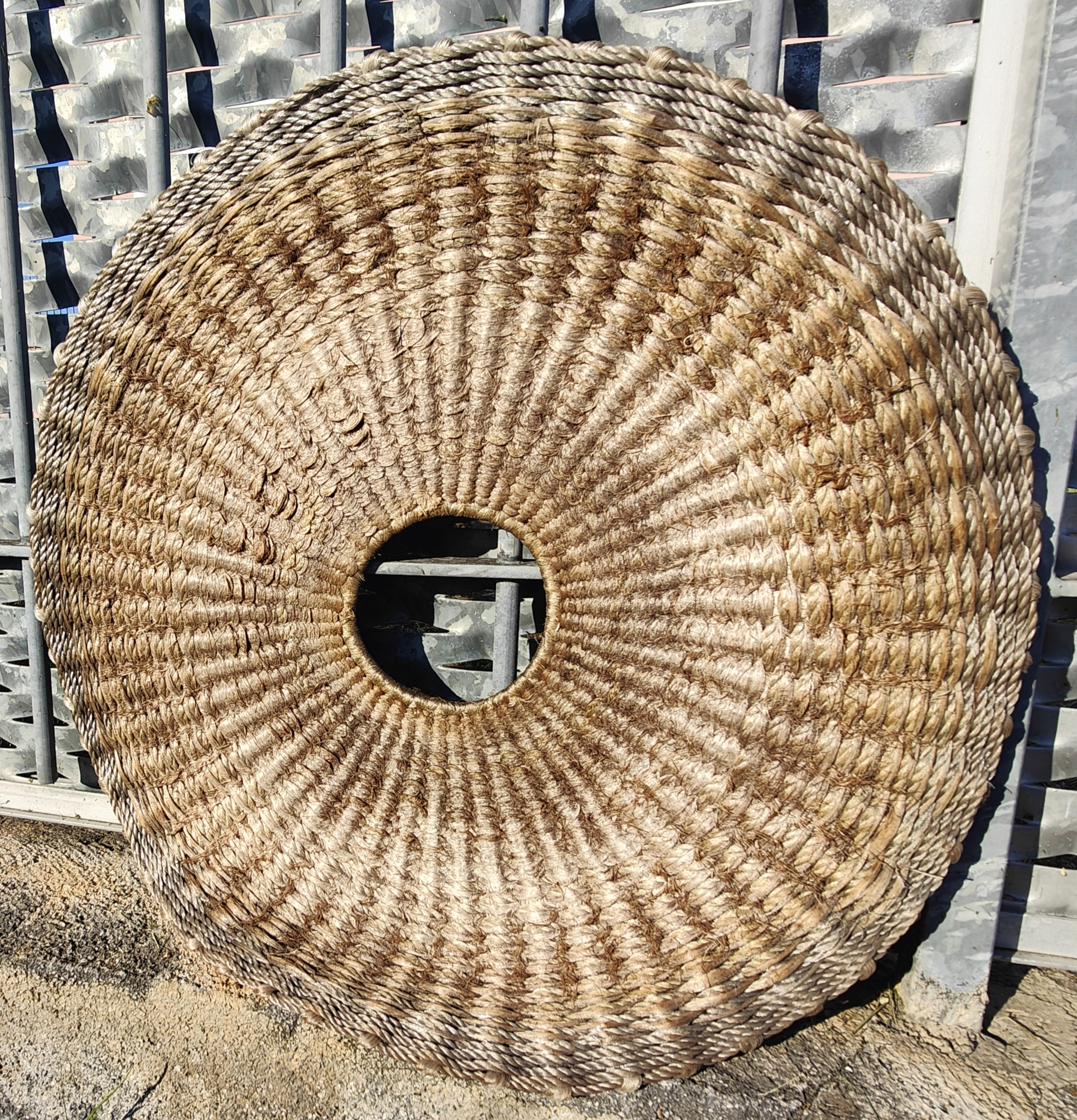
Disco di fibra vegetale (cocco) con buco centrale detto "fiscolo" utilizzato nel passato come filtro (insieme a molti altri) in una pressa lignea per separare l’olio d'oliva dalla sansa

L'oleificio era ubicato in genere all'interno dei centri abitati poiché lo smaltimento dell'acqua di vegetazione avveniva mediante riversamento nella rete fognaria urbana.
Nella terminologia comune, con il termine frantoio si identificava l'intero olificio e il proprietario e gestore era detto frantoiano.

### Oleificio moderno

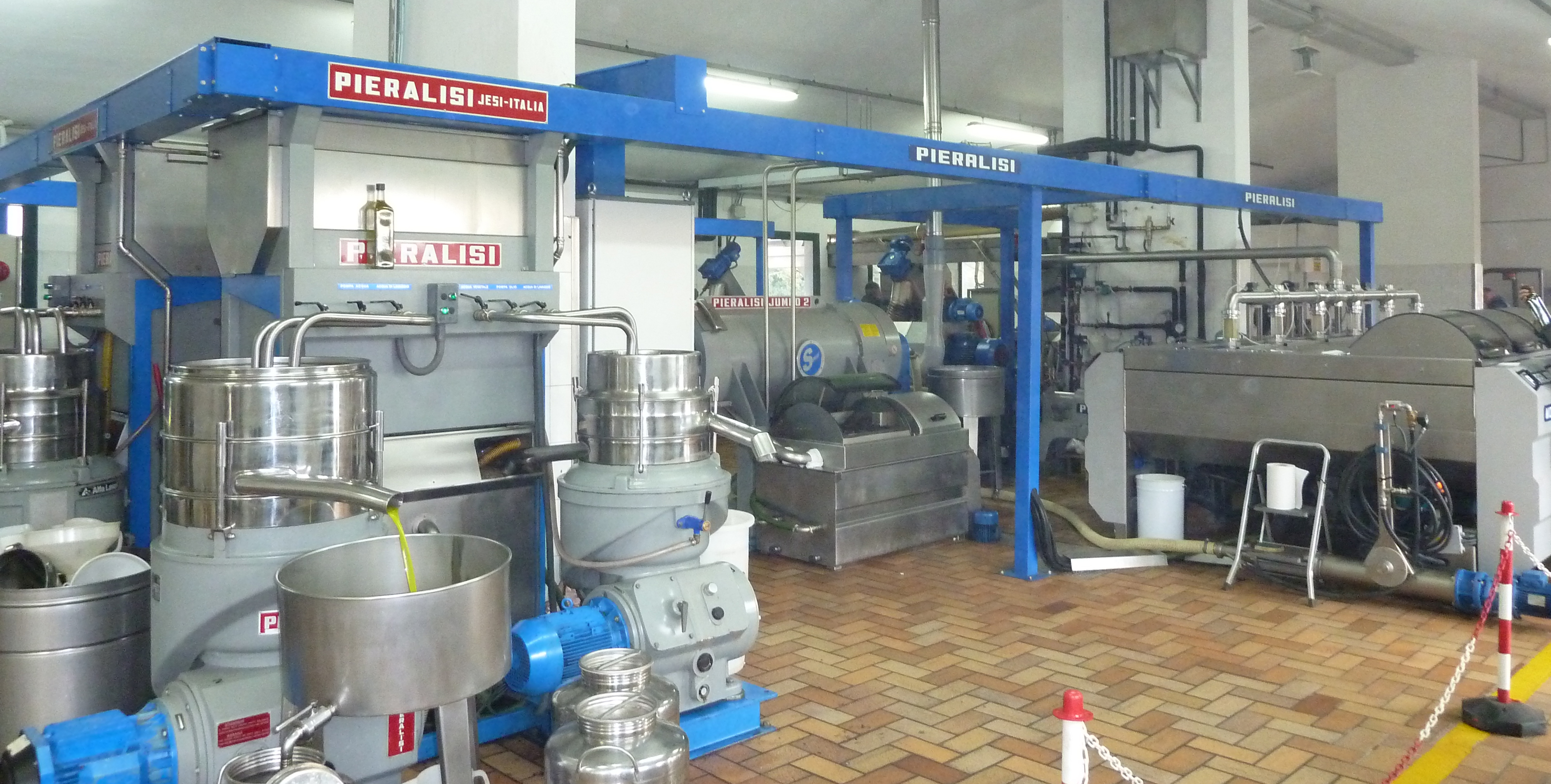
Un antico frantoio continuo

L'adozione di impianti di movimentazione meccanica (palettizzazione e trasportatori a nastro) e idraulica, il minore ingombro spaziale delle macchine e l'evoluzione dei metodi di separazione, hanno modificato completamente la costruzione dei moderni oleifici. In generale è venuta meno l'esigenza della realizzazione di edifici sviluppati su più livelli in favore di un tipo più semplice e adeguato alla meccanizzazione e all'automazione. I moderni oleifici sono pertanto sviluppati in un unico livello, al quale può eventualmente aggiungersi un livello interrato o seminterrato con funzioni di stoccaggio del prodotto trasformato. I volumi costruttivi sono inferiori, soprattutto con l'adozione degli impianti a ciclo continuo o semicontinuo, mentre è richiesta una maggiore superficie nel settore di conferimento e sosta. I piccoli oleifici che operano in conto terzi sono in genere composti da un unico locale in cui si svolge l'intero processo, con l'eventuale aggiunta di un piccolo ufficio e dei locali di servizio.

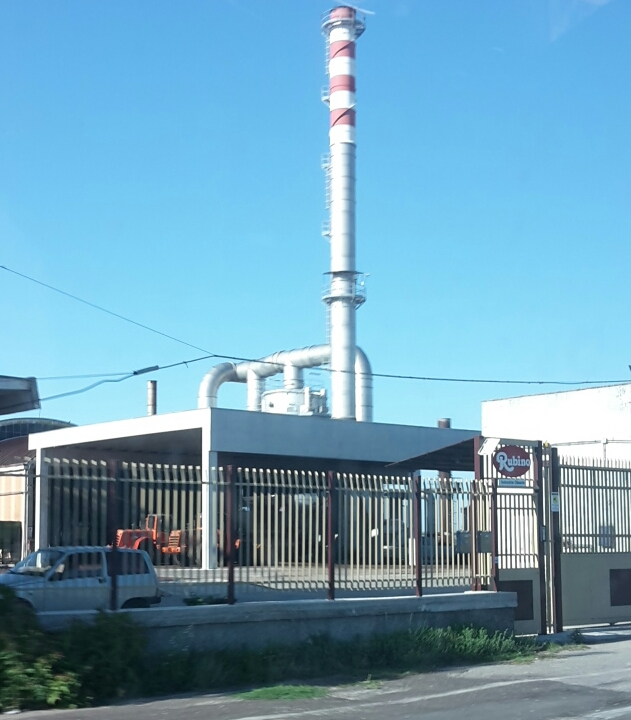
Oleificio industriale per la produzione di olio lampante. Dalla ciminiera fuoriesce il vapore acqueo ottenuto separando l'olio dall'acqua.

L'attuale oleificio pur assumendo caratteristiche costruttive, impiantistiche e organizzative completamente diverse da quelle di vecchio tipo, continua a essere chiamato impropriamente frantoio (o frantoio oleario) nel lessico comune e, talvolta, nei documenti ufficiali.

## Norme sull'impresa olearia
Dal 24 marzo 2014, una legge della Regione Puglia favorisce la formazione dei
mastri oleari (art.3)  e cura lo svolgimento di specifici corsi di formazione (art.4).